# CHEMICAL X
CHEMICAL X（ケミカルエックス）は、日本の女性アイドルグループ。通称『ケミエ』。

## 概要
「君に贈るグッドメロディ」をコンセプトに活動するアイドルグループ。
2023年1月20日、渋谷Milkywayにてケミカルエックス名義でデビュー。同年9月に一度解散するも、グループ名をCHEMICAL Xに改名して同年10月に活動を再開した。
アグレッシブかつエモーショナルな楽曲が特徴で、様々なバックボーンを要所に感じさせる。また、メンバー各々の持つ個性も魅力の一つとなっている。
プロデューサーはメロディックポップパンクバンドCastawayのメンバーであるyossy。

## メンバー
| 名前      | よみ        | 誕生日   | カラー | 備考                              |
| --------- | ----------- | -------- | ------ | --------------------------------- |
| 千依 まゆ | ちい まゆ   | 11月29日 | 赤     | ちいまゆ→千依まゆに改名           |
| 鳴楽 ラム | めがく らむ | 2月24日  | 青     | 2023年7月8日加入。鳴樂→鳴楽に改名 |
| 至極 リア | しごく りあ | 9月20日  | 紫     | 2023年10月13日加入。              |
| 猫眼 るる | ねこめ るる | 1月12日  | 白     | 2023年10月13日加入。              |

| 名前                  | よみ                           | カラー | 備考                      |
| --------------------- | ------------------------------ | ------ | ------------------------- |
| 雨宮・R・ギャラクシー | あめみや・れいん・ぎゃらくしー | 青     | 2023年5月30日をもって卒業 |
| キラーマシン          | きらーましん                   | 緑     | 2023年6月23日をもって脱退 |
| 刹那 マホ             | せつな まほ                    | 紫     | 2023年9月2日をもって脱退  |
| 彼月 アオイ           | ひとつき あおい                | 白     | 2023年9月2日をもって脱退  |

## ディスコグラフィ

### 配信シングル
- Live or Die
- 可能性
- ワールドエンド
- Dark Days
- 未だ【MV】
- 寄り添う雨
- 水平線【MV】
- Wonderland（千依まゆソロ）

### 配信アルバム
- Start【MV-旧体制-】
- Revolt
- プロローグ
- 茜
- It's not over

## 略歴
2023年
- 1月20日 - 渋谷Milkywayにてケミカルエックス デビューライブ。
- 2月17日 - ケミカルエックス主催企画「Chemical Labo vol.1」を下北沢LIVEHOLICにて開催[7][8]。
- 5月30日 - 新宿ANTIKNOCKでのライブにて、雨宮・R・ギャラクシー卒業[9]。
- 6月23日 - 渋谷club asiaで開催の主催公演「Chemical FES vol.1」をもって、キラーマシン脱退[10]。
- 7月8日 - 鳴楽ラム 加入。翌7月9日に新体制デビューライブを目黒鹿鳴館にて開催[11]。
- 9月2日 - 下北沢LIVEHOLICで開催の主催公演をもって、ケミカルエックス解散[12]。刹那マホ、彼月アオイ脱退。
- 10月13日 - 至極リア、猫眼るる 加入。
- 10月14日 - CHEMICAL Xに改名し、活動再開。デビューライブを目黒鹿鳴館にて開催。

2024年